# Francis Honeycutt
Francis Webster Honeycutt (ur. 26 maja 1883 w Alcatraz, zm. 20 września 1940 w Woodbine) – amerykański generał i szermierz, brązowy medalista olimpijski.
Na igrzyskach olimpijskich w Antwerpii w 1920 roku reprezentacja USA w składzie: Henry Breckinridge, Francis Honeycutt, Arthur Lyon, Harold Rayner i Robert Sears zdobyła brązowy medal we florecie drużynowym. W turnieju indywidualnym odpadł w półfinałach, przegrywając wszystkie pięć pojedynków. Były to jego jedyne występy olimpijskie.
W 1904 roku ukończył West Point, a w 1929 roku United States Army War College. W 1904 otrzymał przydział jako podporucznik artylerii United States Army. W latach 1917–1919 był członkiem Amerykańskiego Korpusu Ekspedycyjnego. W kolejnych latach awansował, w 1938 został generałem brygady.
Zginął w katastrofie lotniczej 20 września 1940 w okolicach Woodbine.